# Xerocomus subtomentosus
Xerocomus subtomentosus (Carl Linné, 1753 ex Lucien Quélet, 1888), sin. Boletus subtomentosus (Carl Linné, 1753), din încrengătura Basidiomycota în familia Boletaceae și de genul Xerocomus, este o specie de ciuperci comestibile, denumită în popor buza caprei, ciupercă moale sau hrib mic. Acest burete coabitează, fiind un simbiont micoriza (formând micorize pe rădăcinile de arbori). În România, Basarabia și Bucovina de Nord se dezvoltă, izolat sau în grupuri, prin păduri de conifere și de foioase, în special la margini mușchioase de pădure, pe povârnișuri și poteci ierboase. Timpul apariției este din (iunie) iulie până toamna târziu, în noiembrie.

## Taxonomie

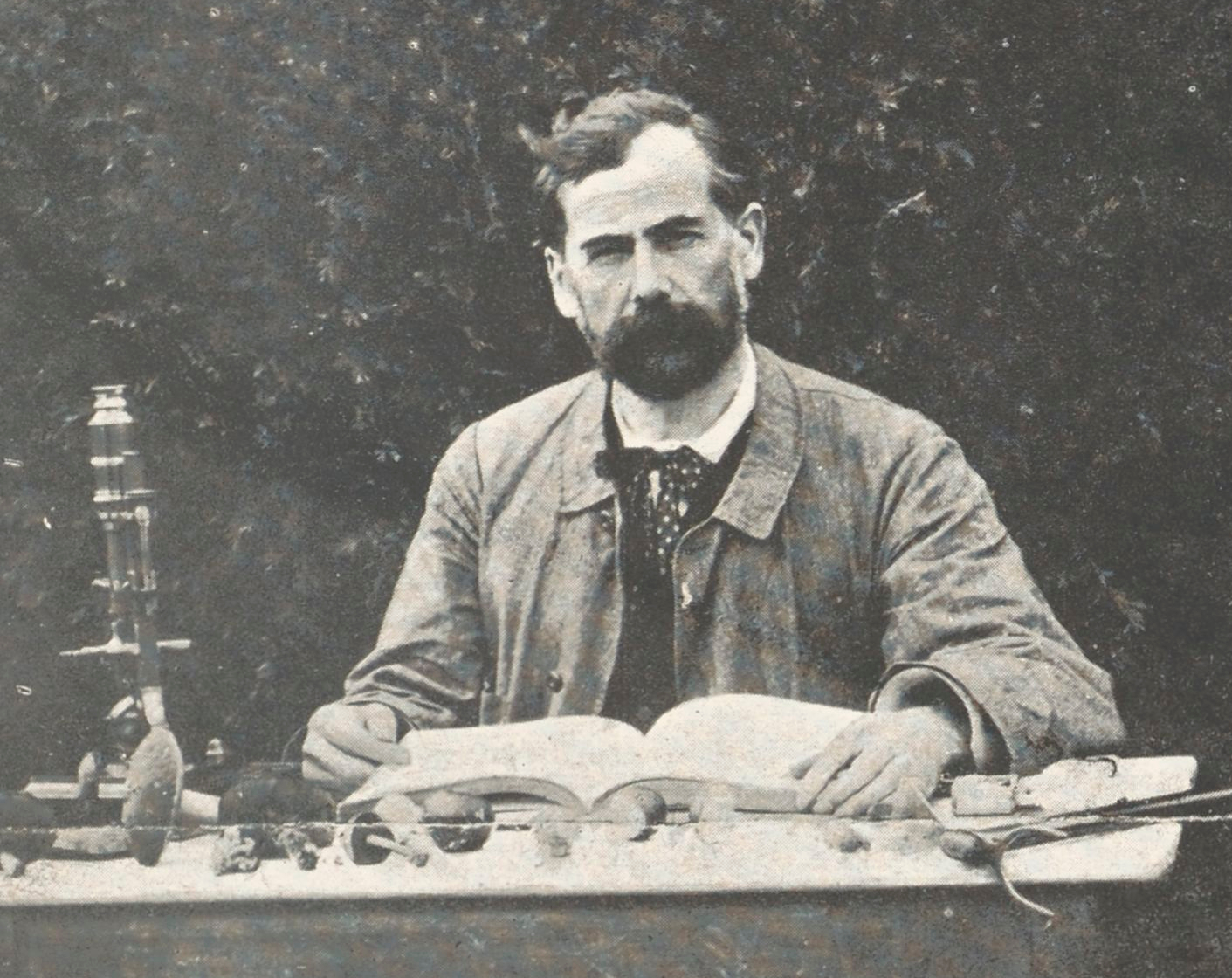
Lucien Quelet

Numele binomial a fost determinat drept Boletus subtomentosus de faimosul savant suedez Carl von Linné în volumul 2 al operei sale Species Plantarum din 1753.
Apoi, în 1887, cunoscutul micolog francez Lucien Quélet a creat genul Xerocomus și a transferat specia sub păstrarea epitetului, de verificat în cartea sa La Flore des Vosges: Champignons.
De atunci, taxonii binomiali au alternat între Boletus și Xerocomus. Astfel de exemplu, în 2019, această specie precum surata ei Xerocomus ferrugineus au fost alăturate din nou genului Boletus, presupus datorită geneticii precum a structurii cuticulei lor.
Între timp (2023), genul speciei ca și a suratei sale au fost reconfirmate și trebuie să asculte reînnoit pe numele generic Xerocomus.
Epitetul specific este derivat din cuvintele latine (latină sub= aici în sensul: destul de și (latină tomentosus= pufos, capitonat , datorită aspectului pălăriei.

## Descriere

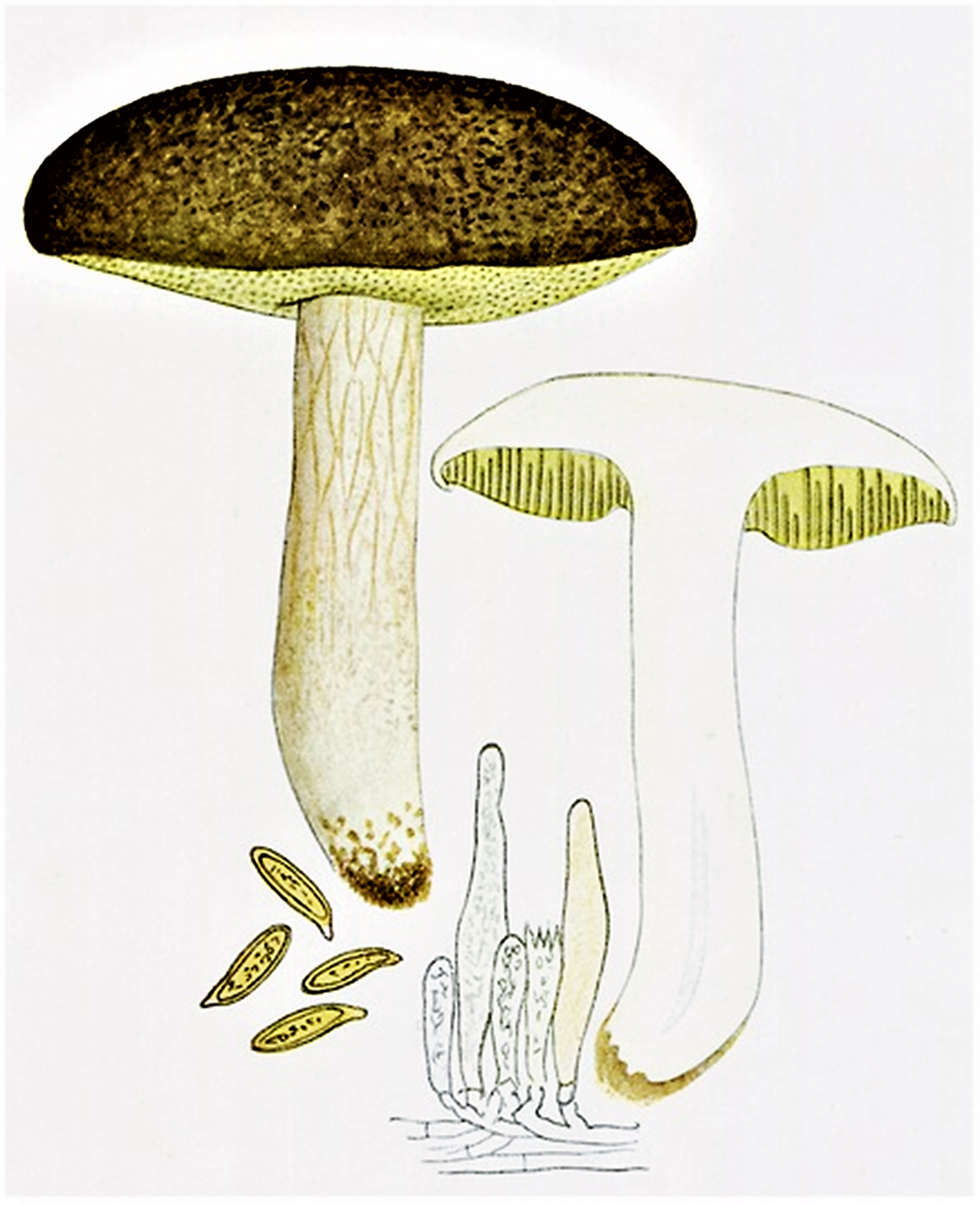
Bres.: B. subtomentosus

- Pălăria: are un diametru de 5-12 (17) cm, este destul de cărnoasă și consistentă, inițial semisferică cu bordura răsfrântă în jos, apoi convexă, la bătrânețe plană, ridicată, câteodată îndoită în sus. Cuticula este uscată, pâslită, de culoare gălbui-măslinie până la brun-cenușie, fiind la maturitate deseori brăzdată de crăpături verzui-galbene.
- Tuburile și porii: sunt de dimensiuni diferite, aderente la picior și ușor de îndepărtat, la început galben-aurii, apoi de un galben-verzui murdar și bombate. Coloritul nu se schimbă sub presiune. Porii sunt la început gălbui, apoi galben-măslinii, mici și unghiulari.
- Piciorul: are o înălțime de 6-11 cm și o lățime de 1,5-2 cm, este mătăsos-solzos, cilindric, uneori curbat, subțiat la bază, plin, dar curând ceva lemnos, gălbui-ocru până maroniu, având pe suprafața sa firișoare subțiri slab roșiatice.
- Carnea: este destul de tare în tinerețe, de culoare albicios-gălbuie, sub cuticulă deseori maronie și în picior clar galbenă. În cazul tăierii se decolorează foarte rar albăstrui palid. Mirosul este fructuos, unii spun „de pădure” și gustul foarte plăcut. Specia este deseori năpădită de mucegaiul Apiocrea chrysosperma. la fel ca și Xerocomellus chrysenteron.[4][5]
- Caracteristici microscopice: sporii slab gălbui sunt netezi, fusiformi sau alungit elipsoidali cu baza apiculată, măsurând de (11) 12-14 (15) x (3,5) 5 (6) microni. Pulberea lor este măslinie. Basidiile clavate alungit cu patru sterigme fiecare au o dimensiune de 35-45 x 8-9 microni. Pileocistide (elemente sterile de pe suprafața pălăriei) sunt alcătuite dintr-un trichoderm de hife culcate, aurii în KOH, cu elemente netede de 5-12,5 µm lățime precum celule terminale cilindrice cu vârfuri rotunjite. Cheilocistidele (elemente sterile situate pe muchia lamelor) fusiform-bombate, hialine (translucide) până gălbuie, măsoară 50-75 x 12-15 microni, iar pleurocistidele (elemente sterile situate în himenul de pe fețele lamelor) de 25-40 x 5-10 microni sunt netede, hialine cu pereți subțiri, în formă de sticlă sau fusiforme.[11][12]
- Reacții chimice: Buretele se decolorează cu acid sulfuric portocaliu, roșind câteodată, cu lactofenol violet la marginea cercului, cu hidroxid de potasiu brun-roșiatic și cu sulfat de fier slab gri-măsliniu.[13]

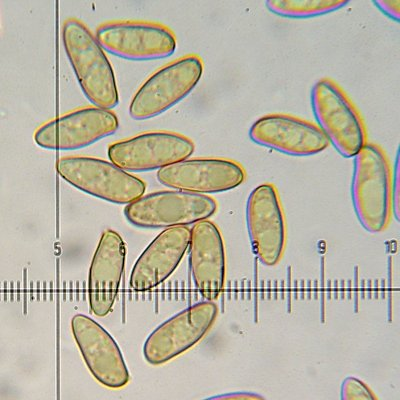
X. subtomentosus, spori
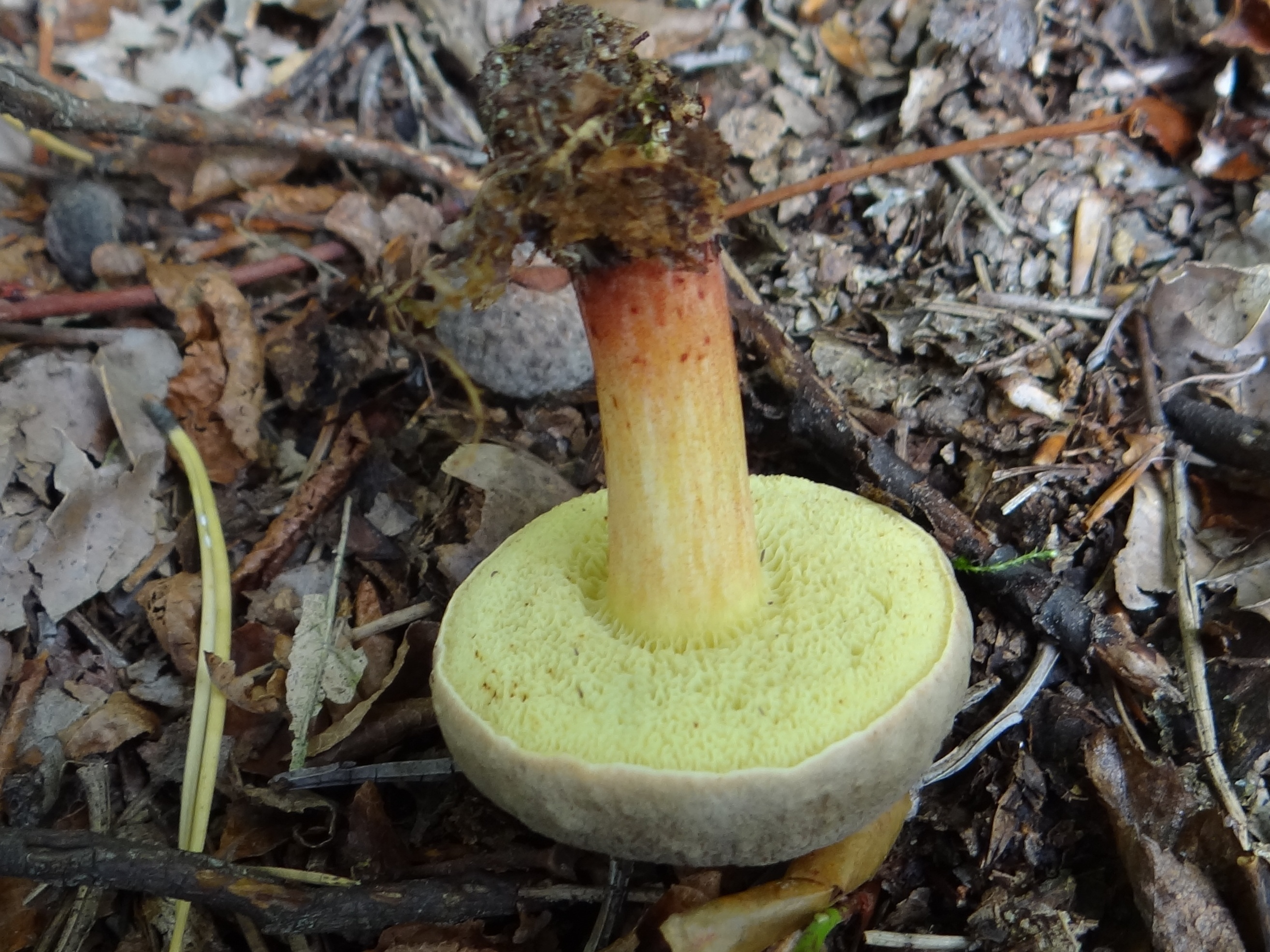
X. subtomentosus mai tânăr, pori și picior
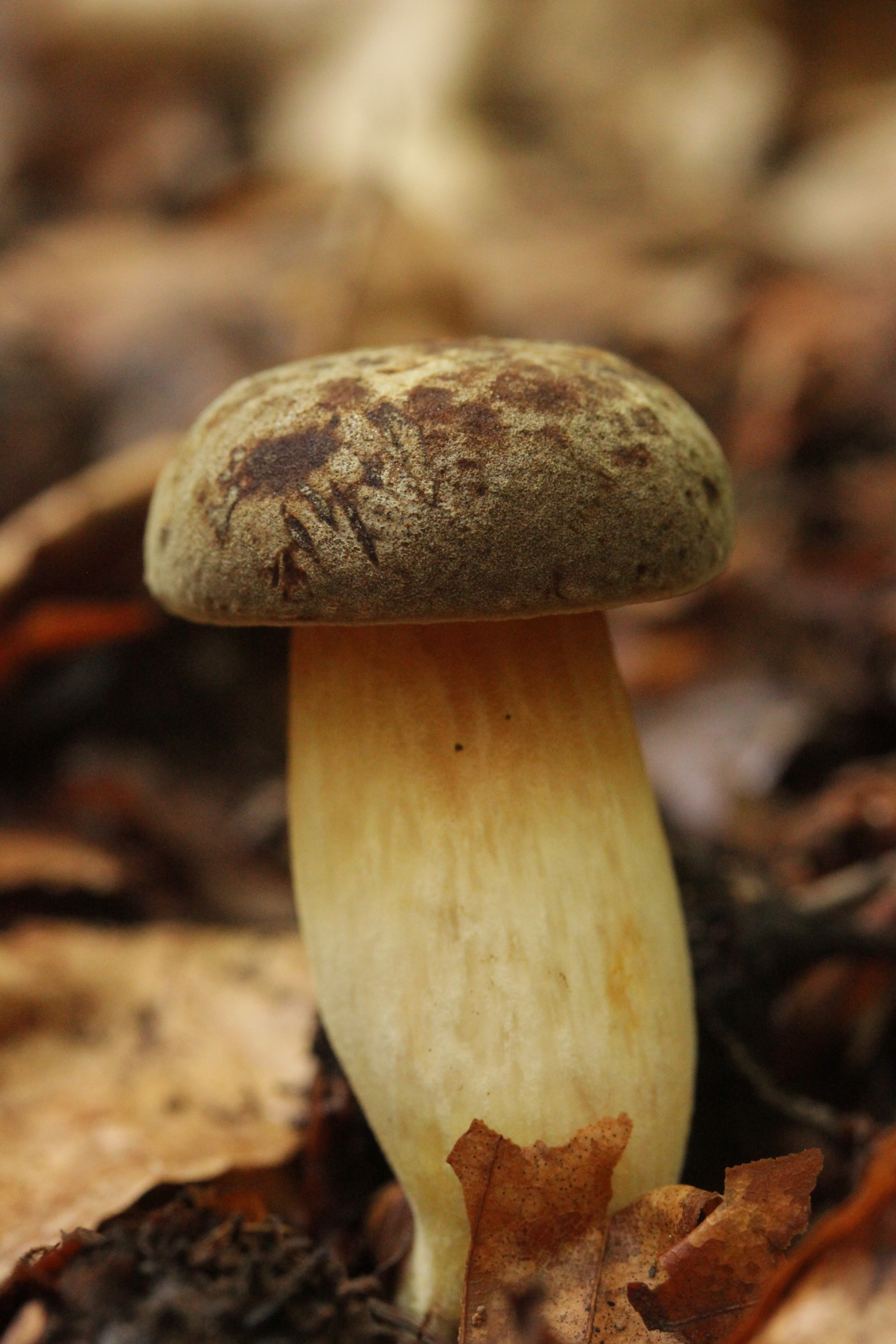
X. subtomentosus tânăr
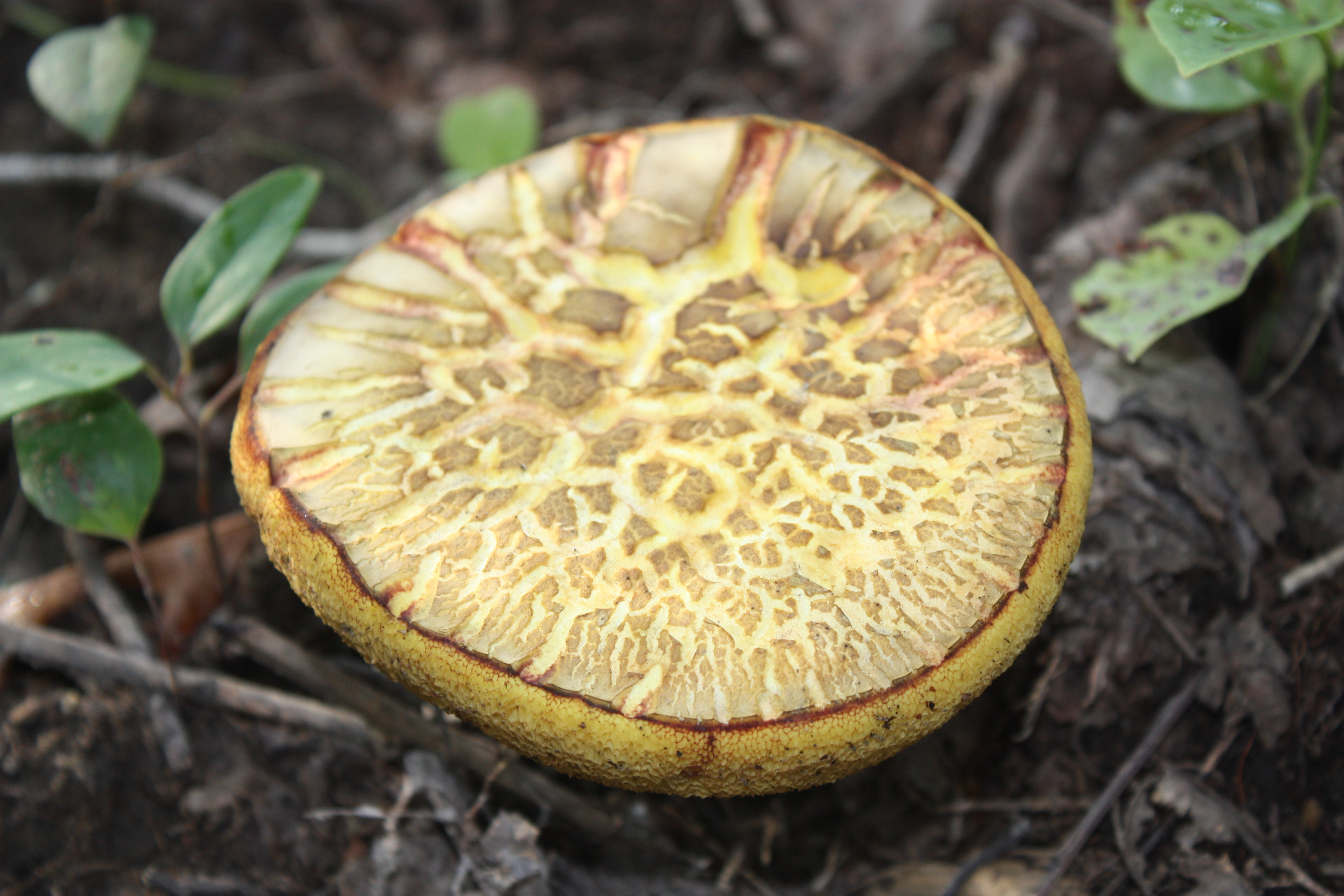
X. subtomentosus bătrân
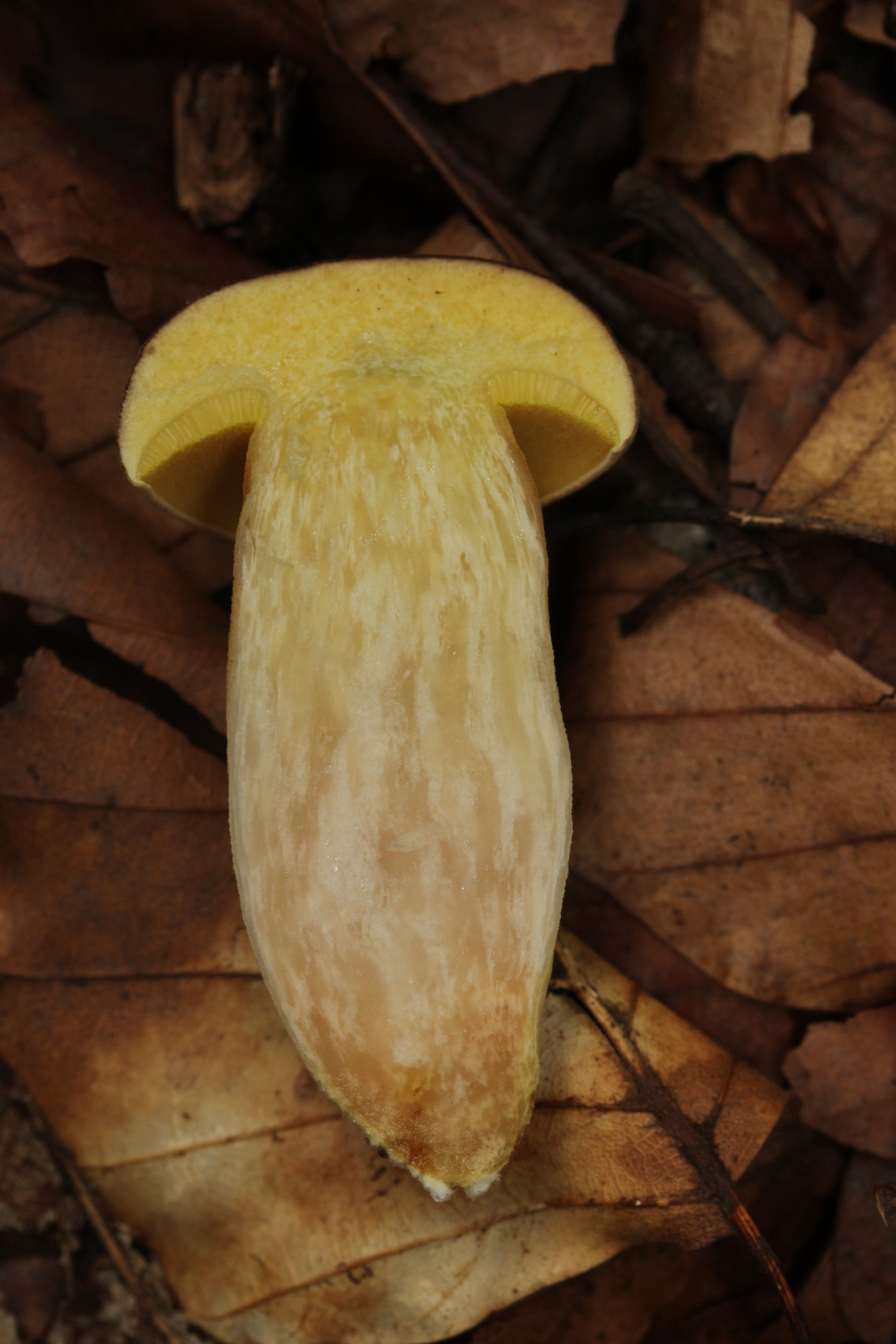
X. subtomentosus, secțiune longitudinală

## Confuzii
Buretele poate fi confundat numai cu specii comestibile, în primul rând cu surata lui Boletus ferrugineus sin. Xerocomus ferrugineus, dar, de asemenea, cu Aureoboletus moravicus sin. Xerocomus moravicus, Boletus badius sin. Imleria badia, Chalciporus piperatus, sin. Boletus piperatus, Buchwaldoboletus lignicola sin. Pulveroboletus lignicola, Gyrodon lividus, Gyroporus castaneus, Leccinellum crocipodium sin. Leccinum crocipodium (comestibil), Pseudoboletus parasiticus, Suillus bovinus, Suillus cavipes, Suillus collinitus, Suillus granulatus, Suillus plorans, Suillus viscidus comestibil, (se dezvoltă sub larici), Xerocomellus chrysenteron sin. Boletus chrysenteron, Xerocomellus porosporus sin. Boletus porosporus,
Xerocomellus pruinatus sin. Boletus pruinatus, Xerocomus pruinatus (comestibil), Xerocomellus zelleri sin. Boletus zelleri sau Xerocomellus rubellus.

## Specii asemănătoare

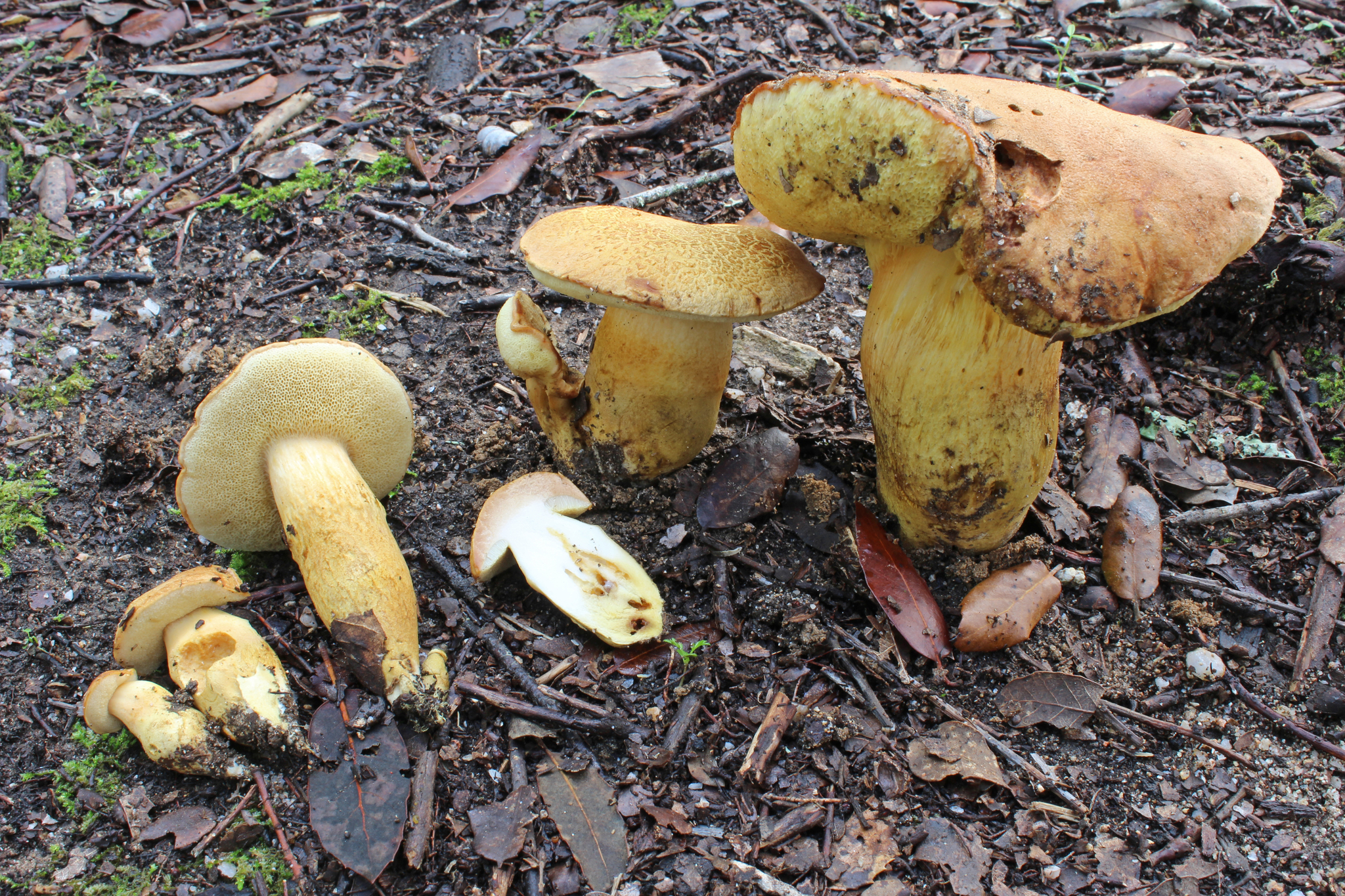
Aureoboletus moravicus sin. Xerocomus moravicus
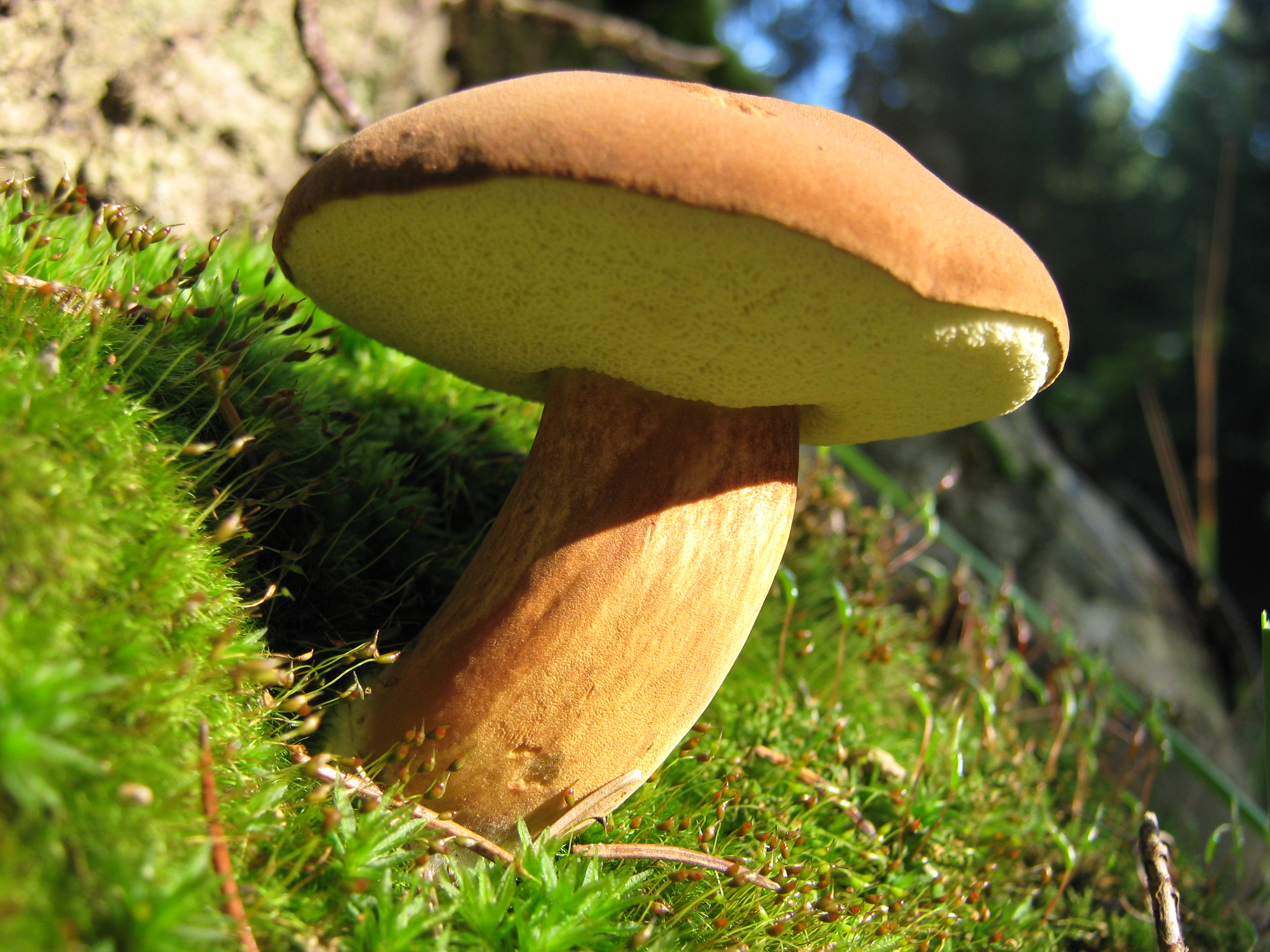
Boletus badius
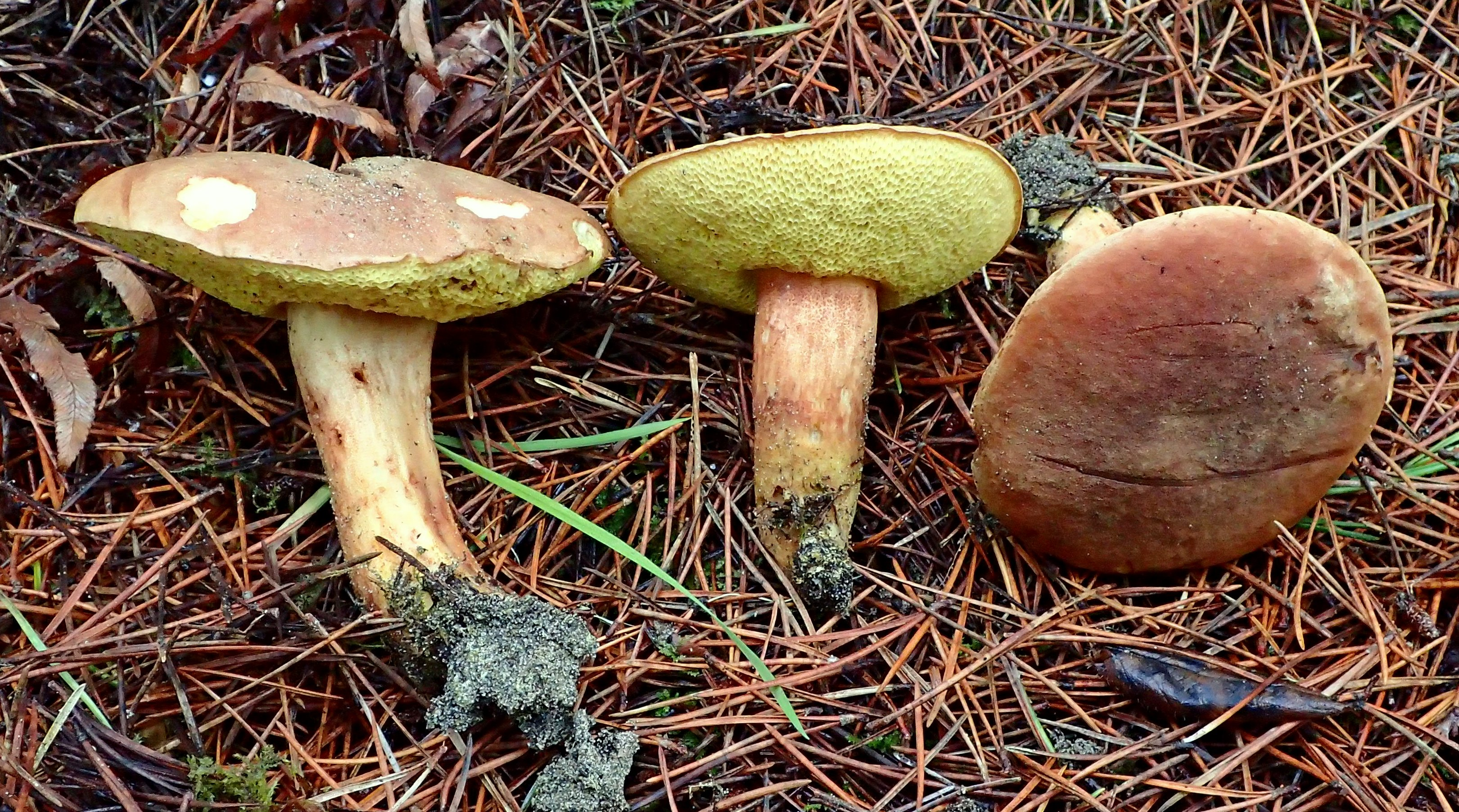
Boletus ferrugineus
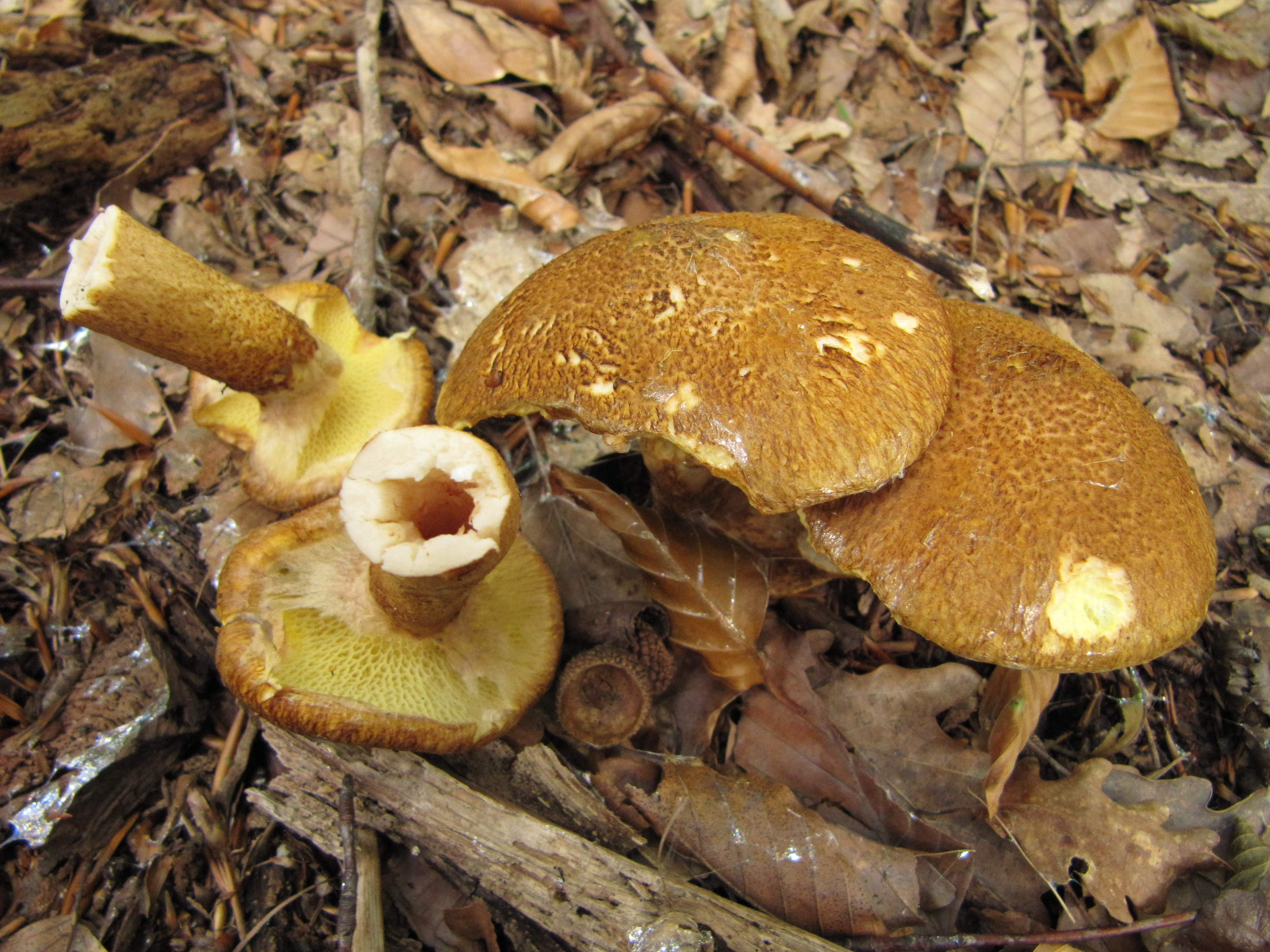
Boletus cavipes
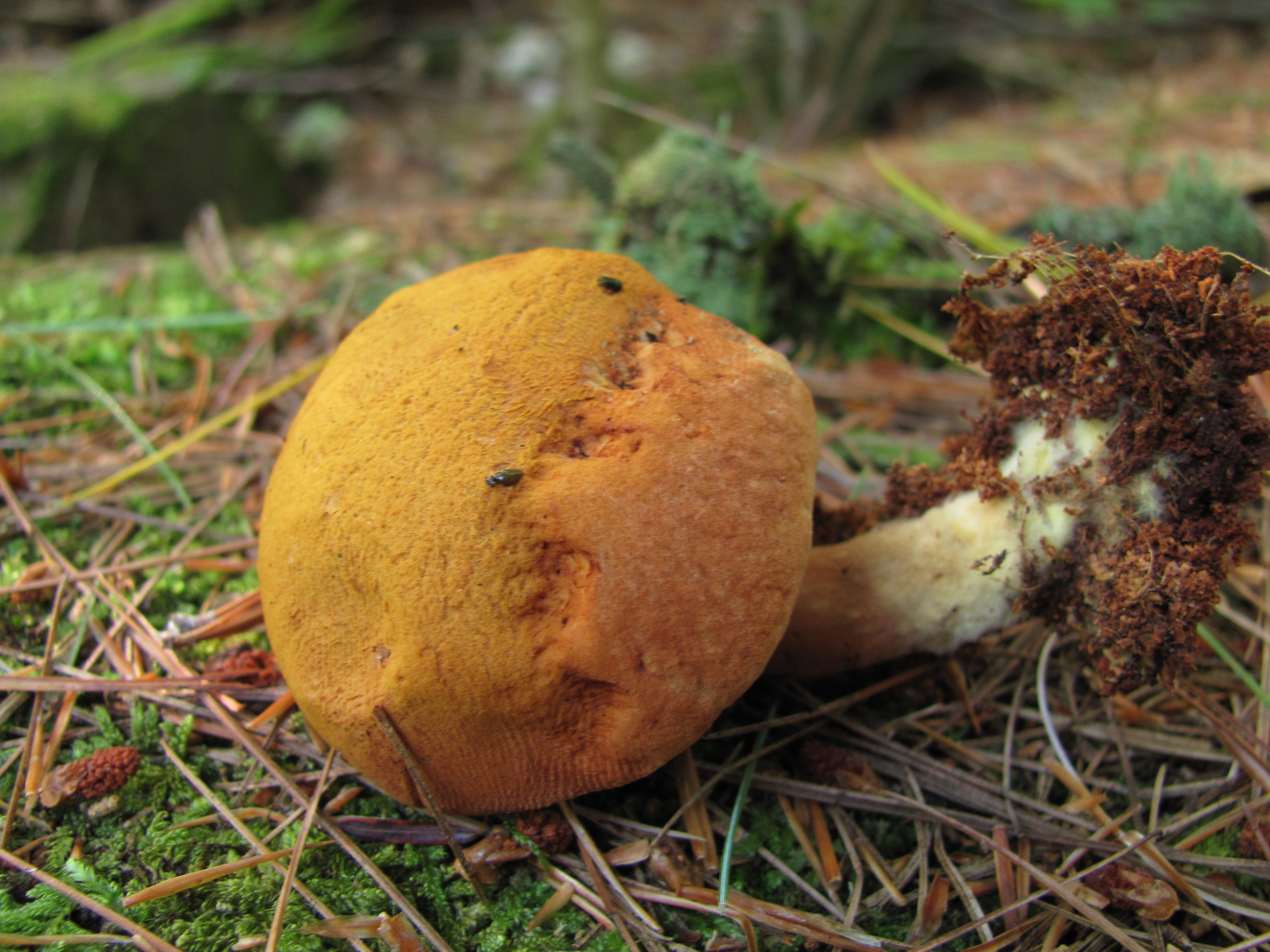
Buchwaldoboletus lignicola
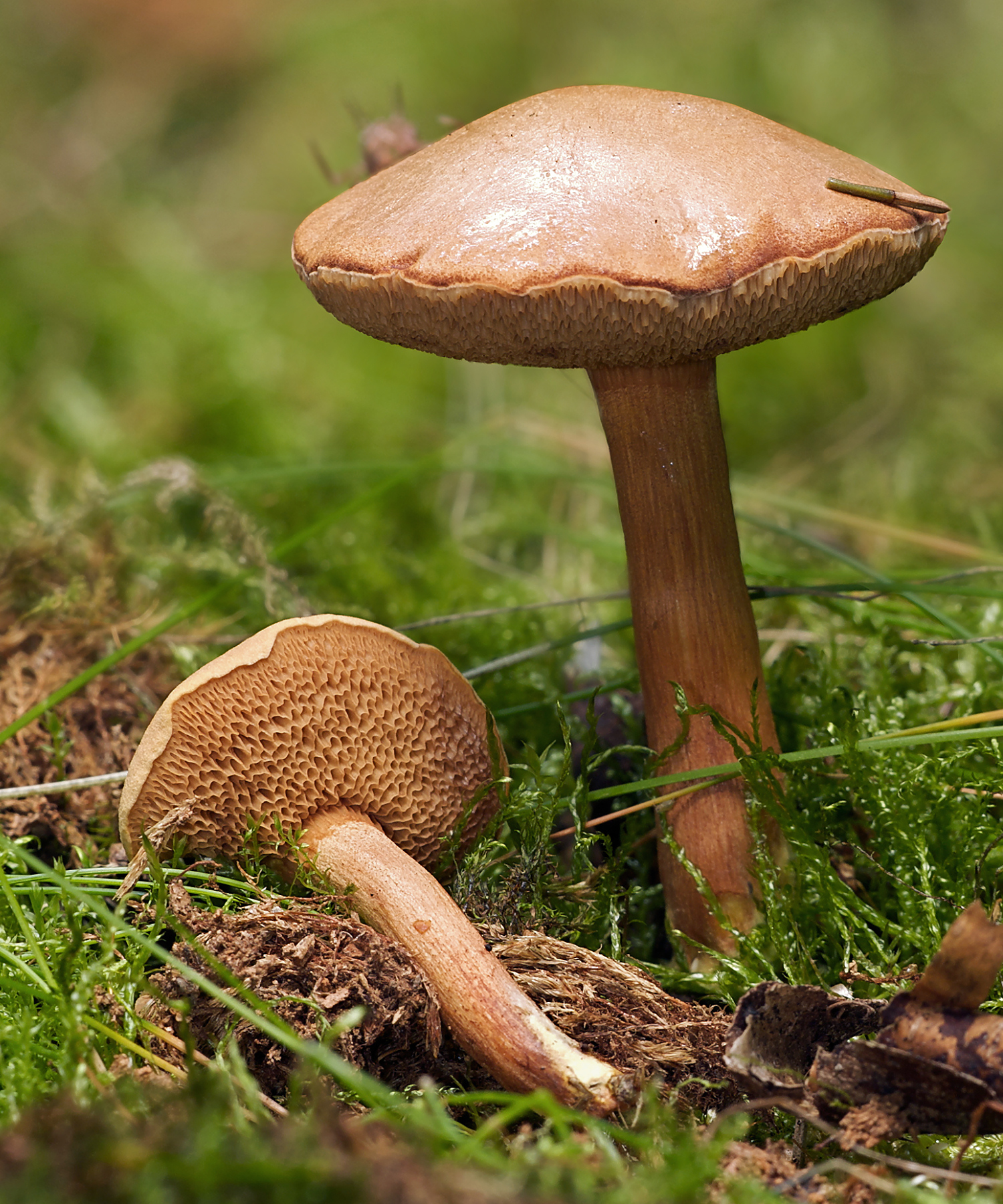
Chalciporus piperatus
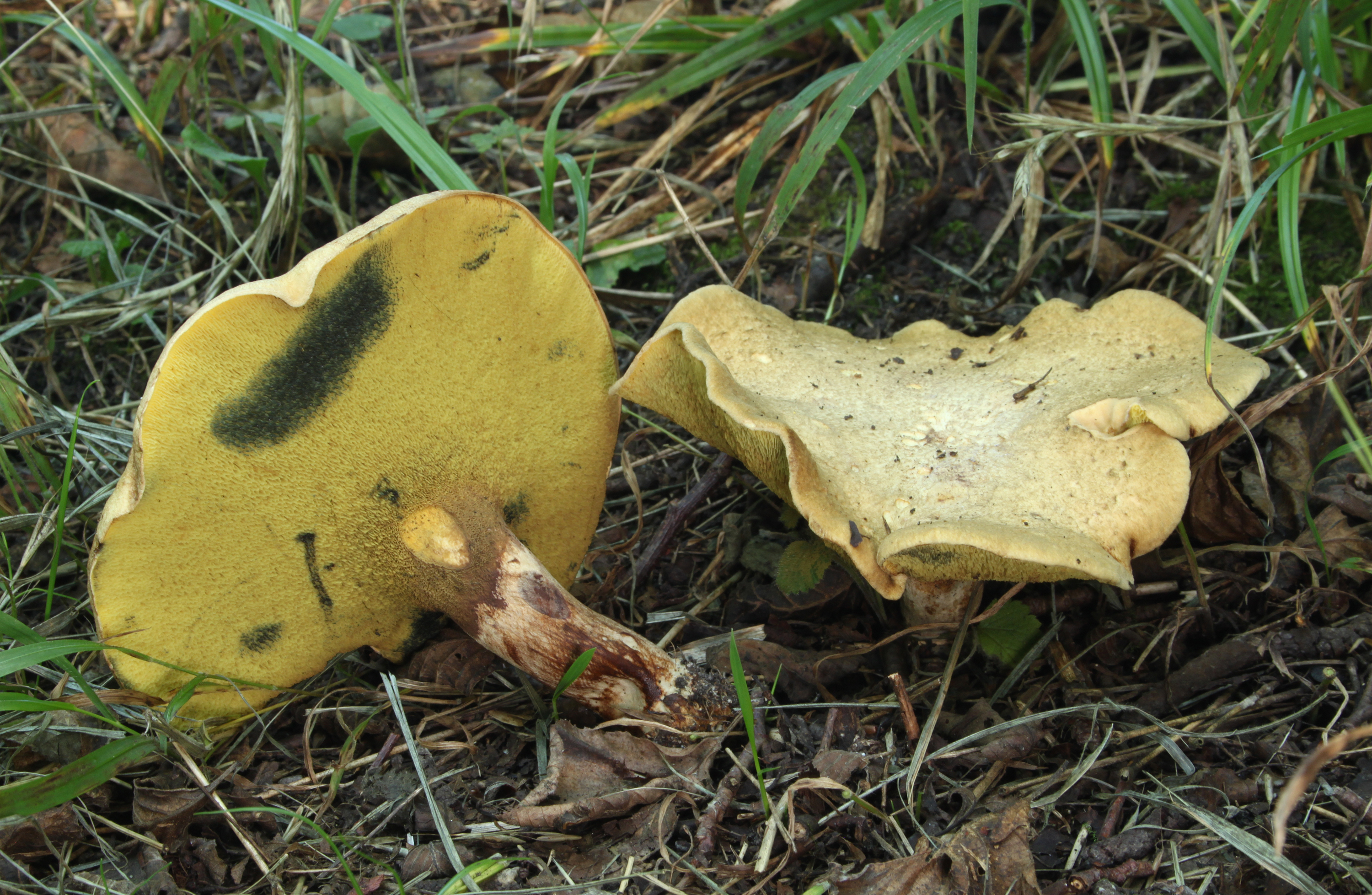
Gyrodon lividus

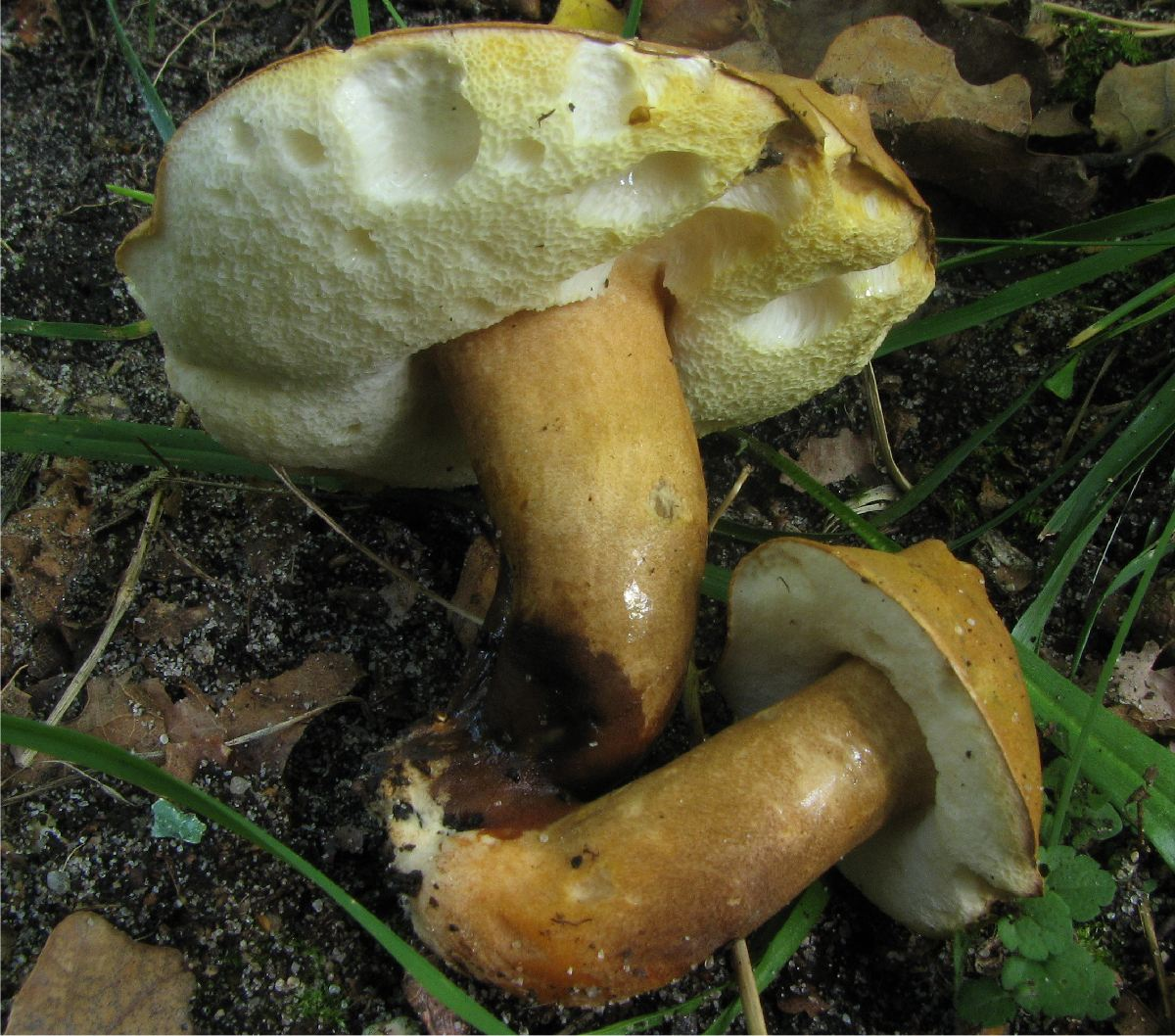
Gyroporus castaneus
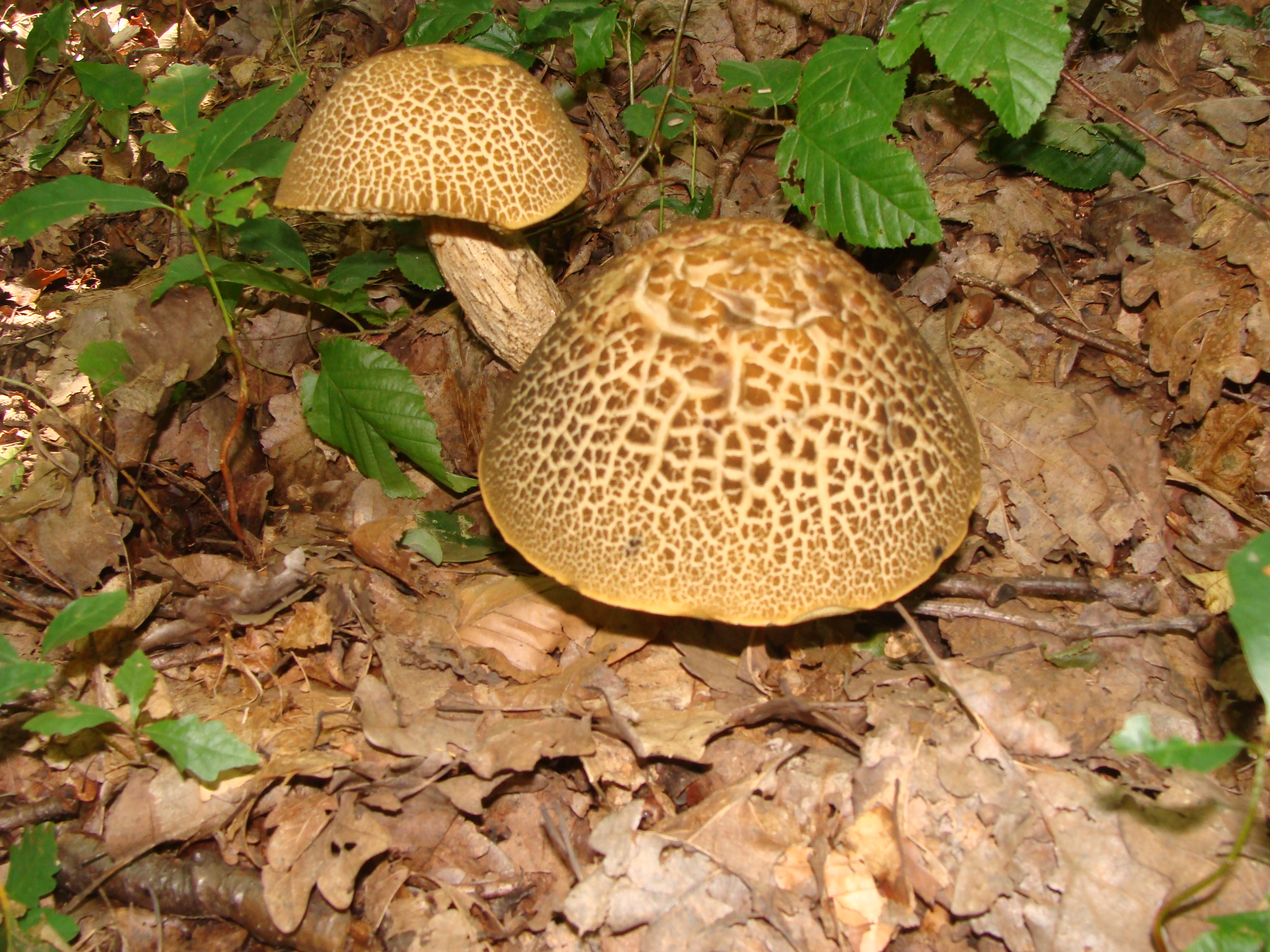
Leccinum crocipodium
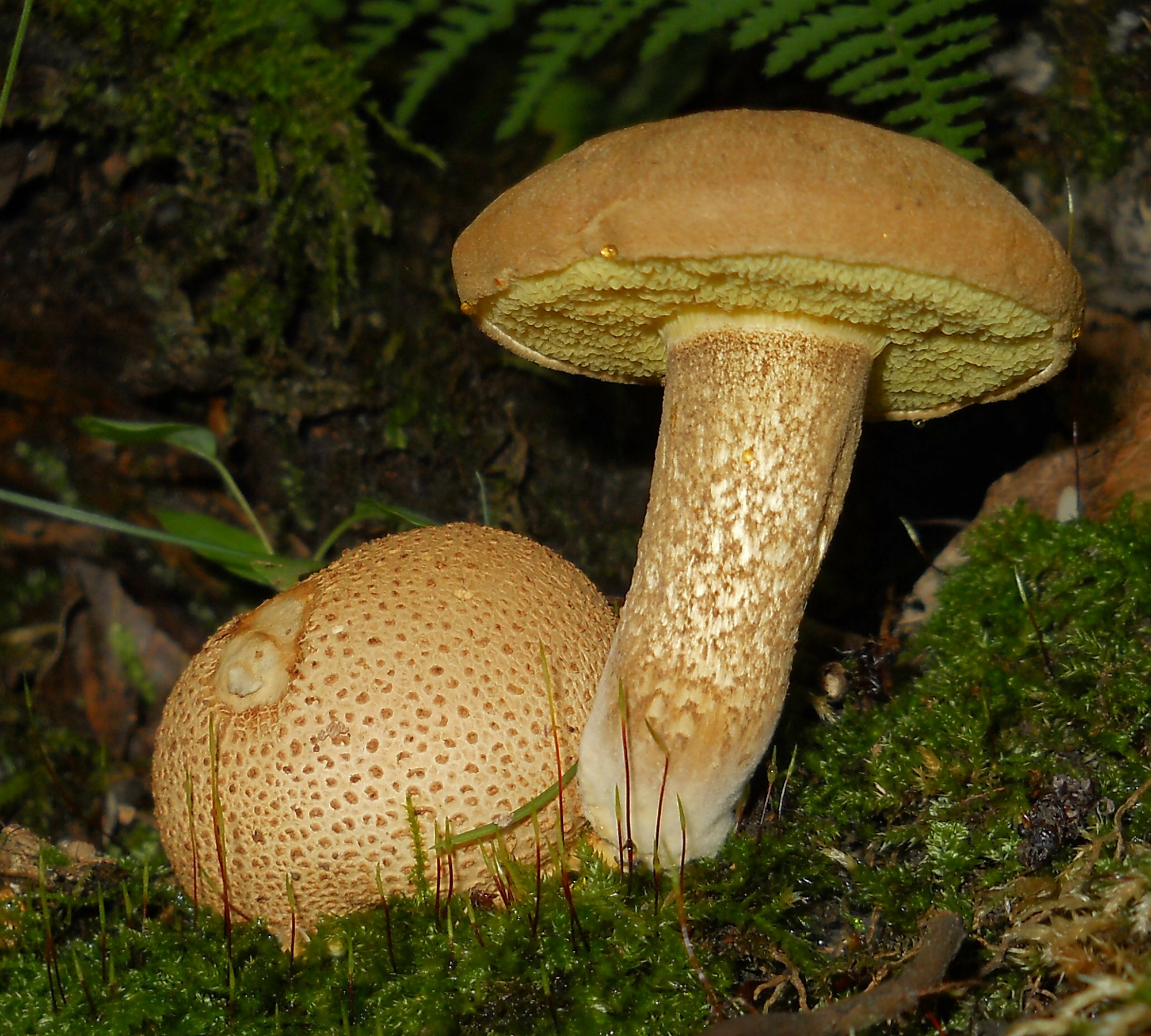
Pseudoboletus parasiticus
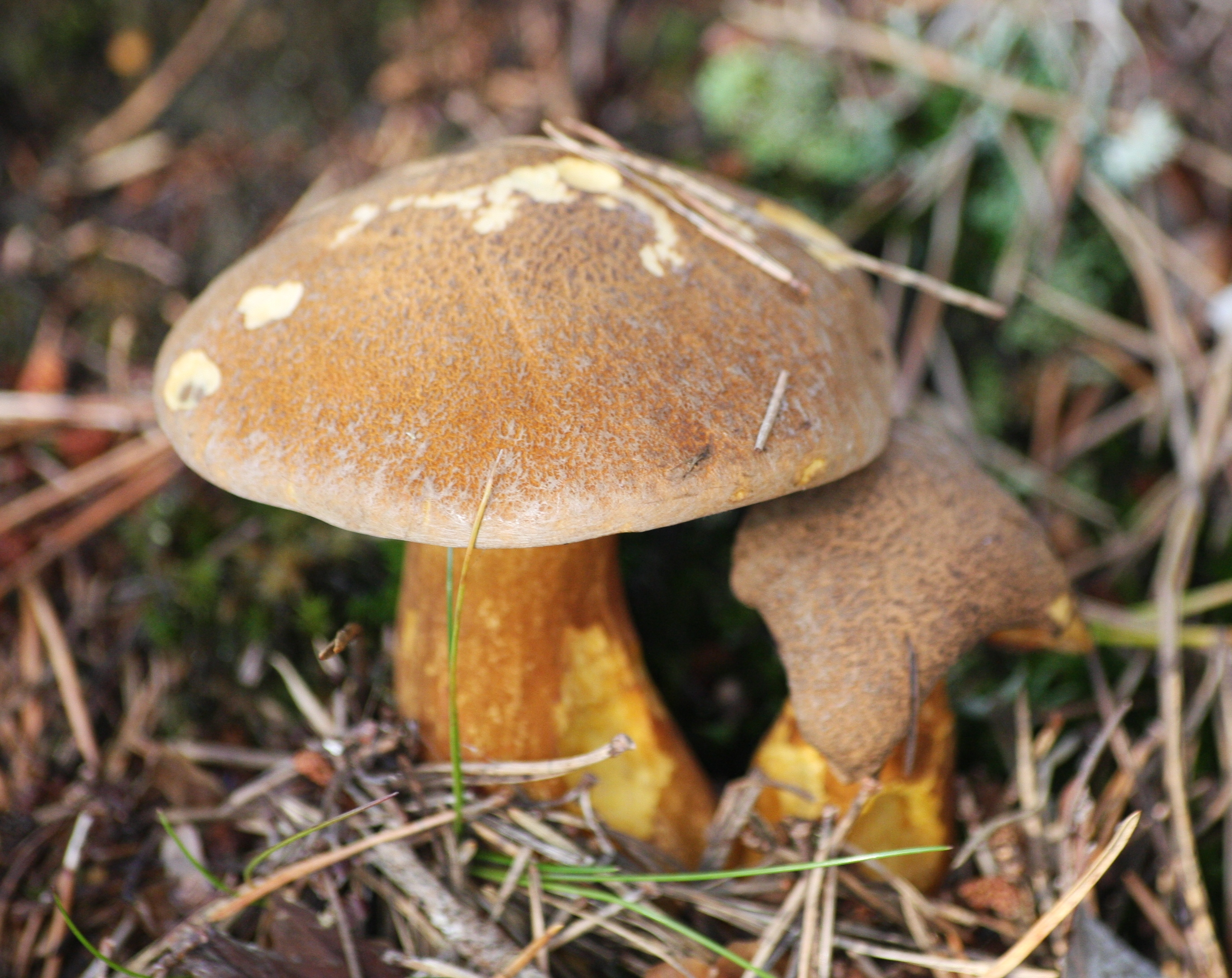
Suillus bovinus
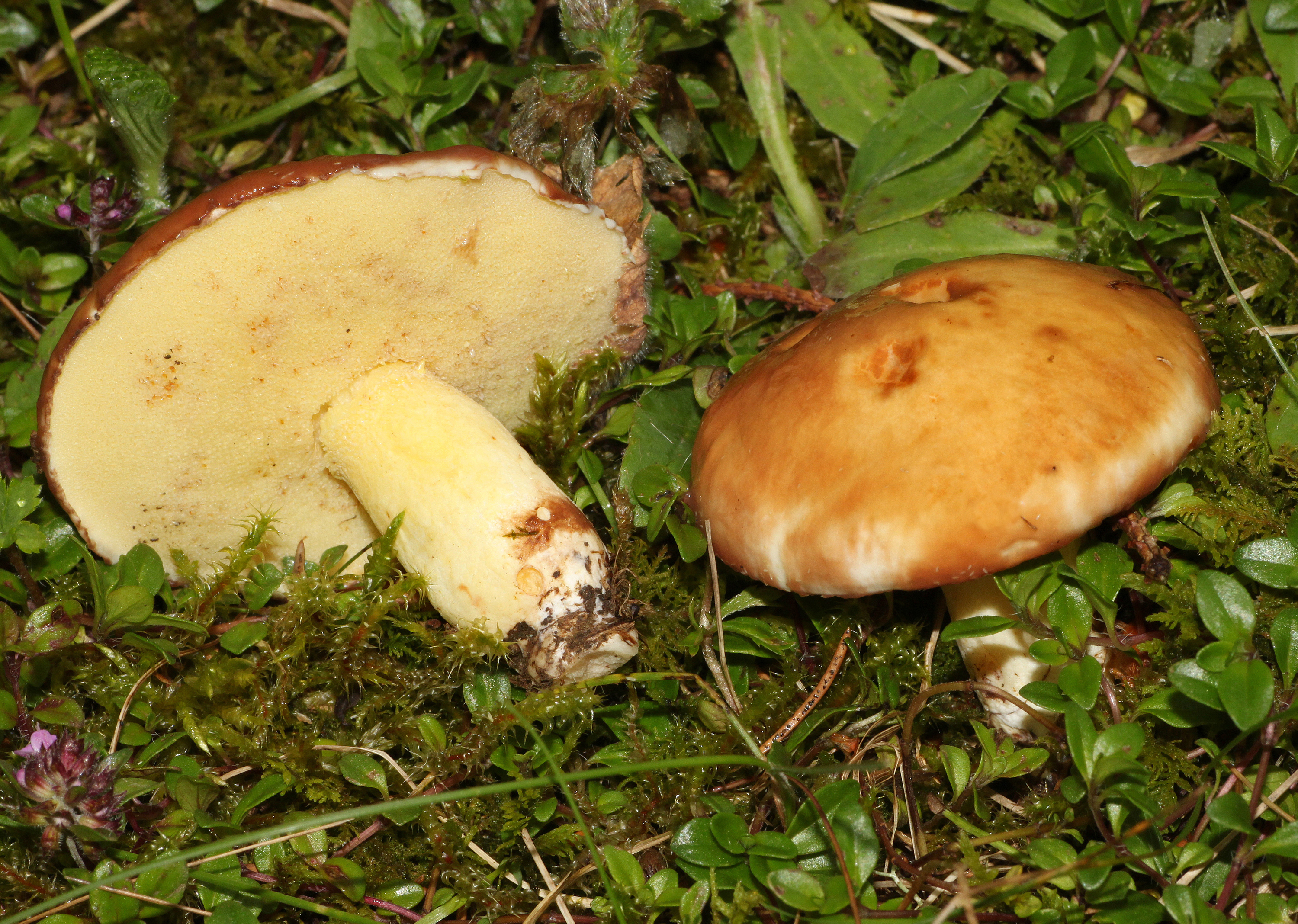
Suillus-granulatus
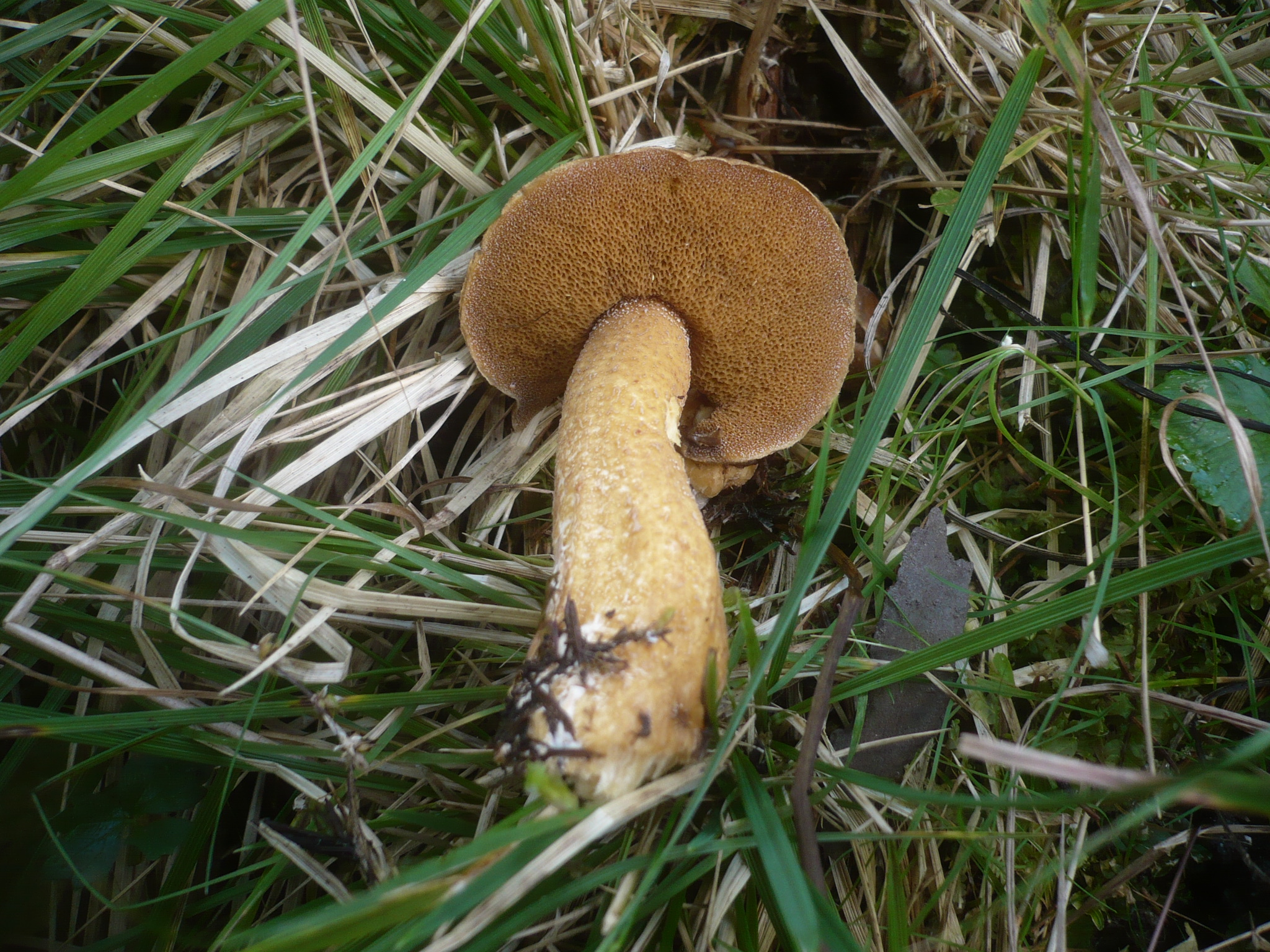
Suillus plorans

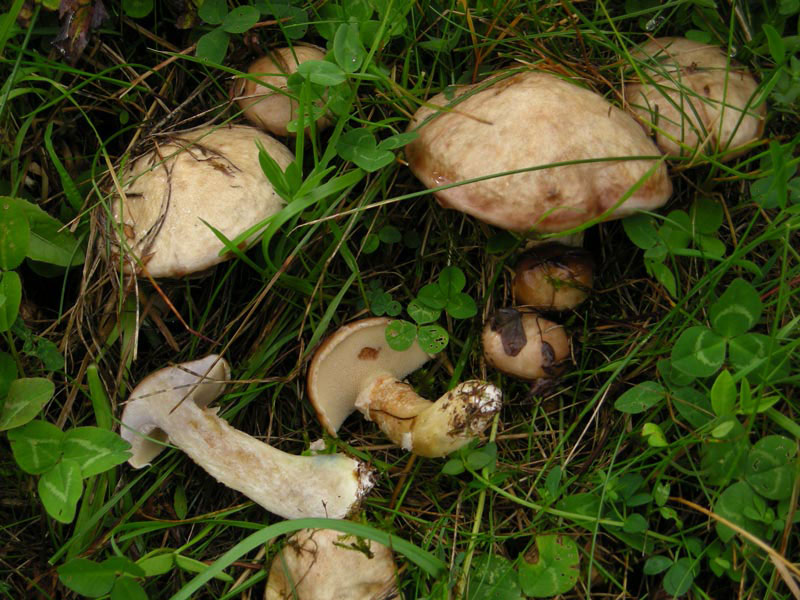
Suillus viscidus
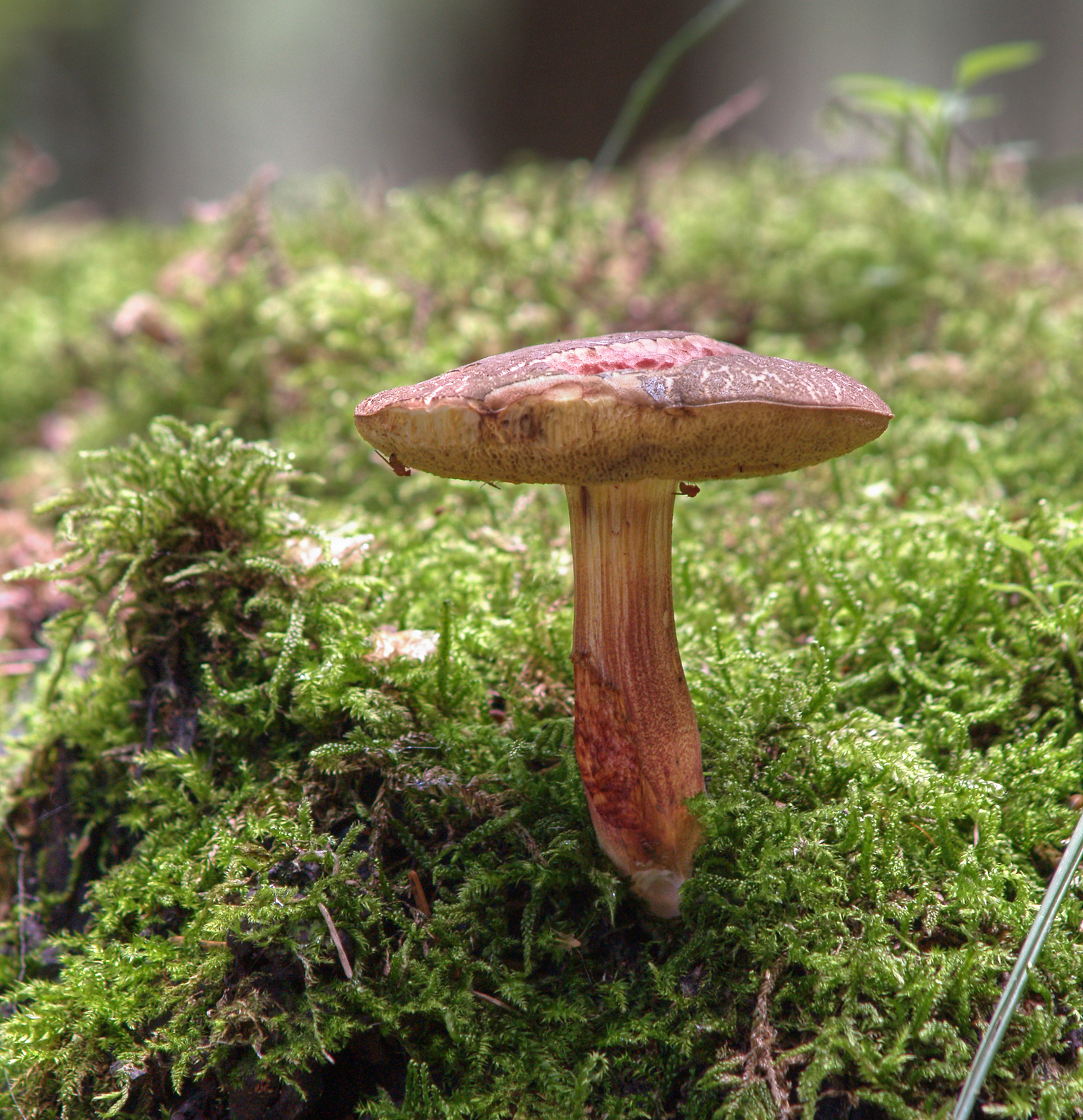
Xerocomellus chrysenteron
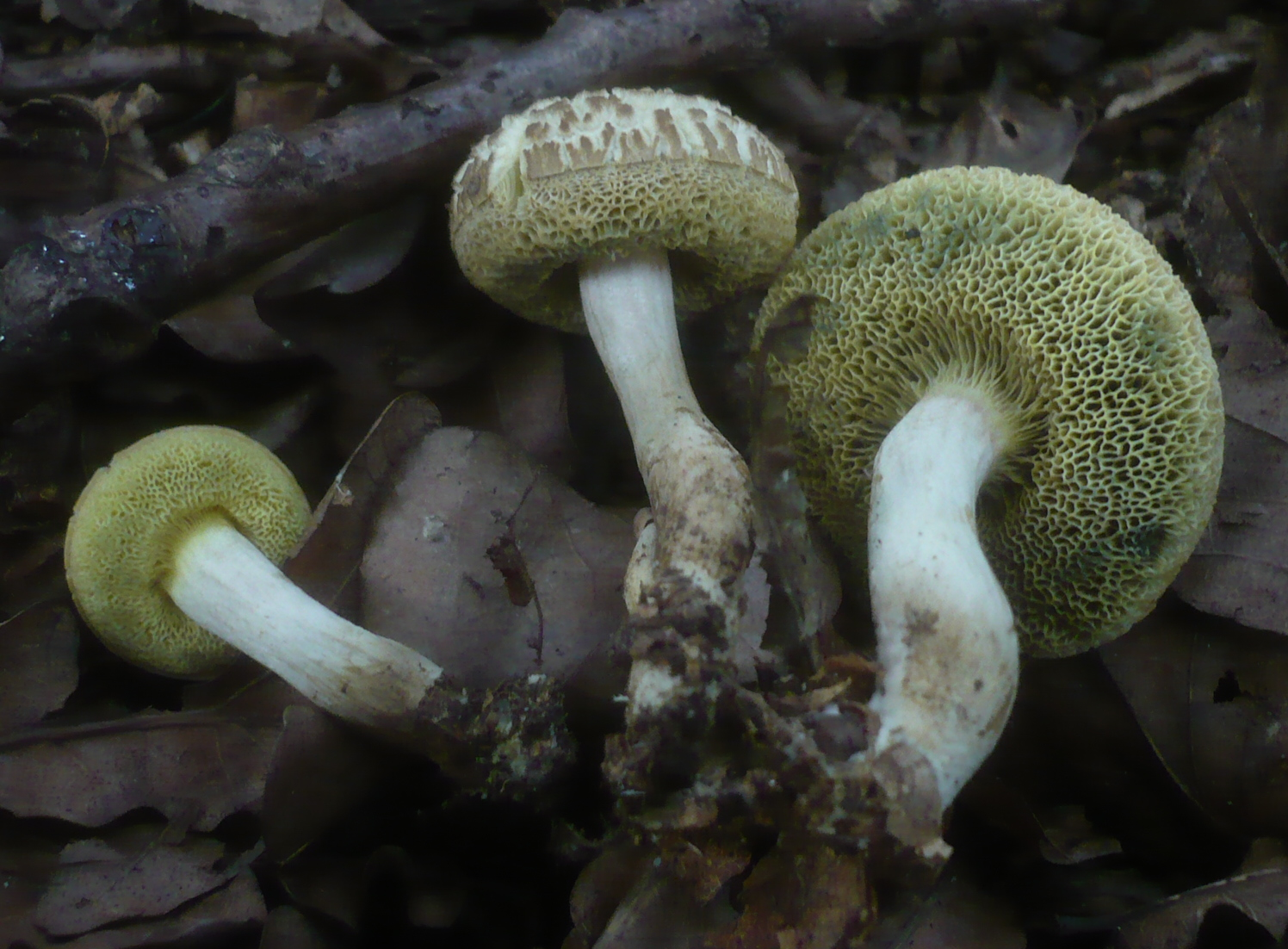
Xerocomellus porosporus
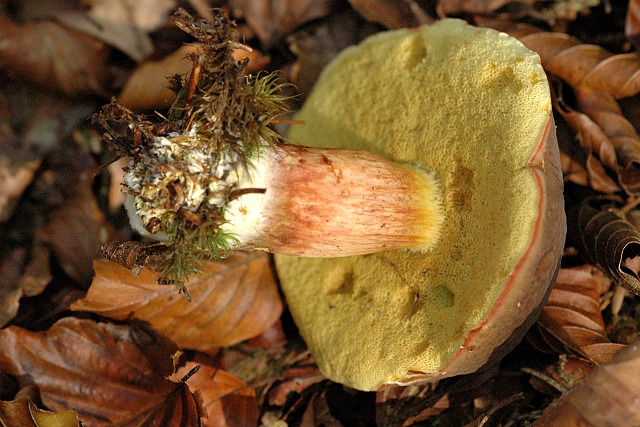
Xerocomellus pruinatus
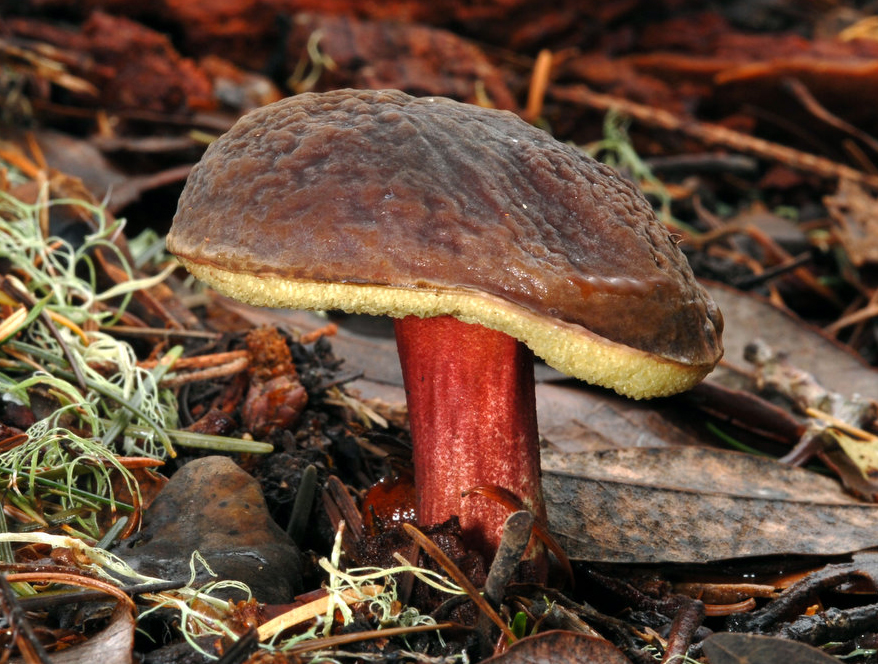
Xerocomellus zelleri
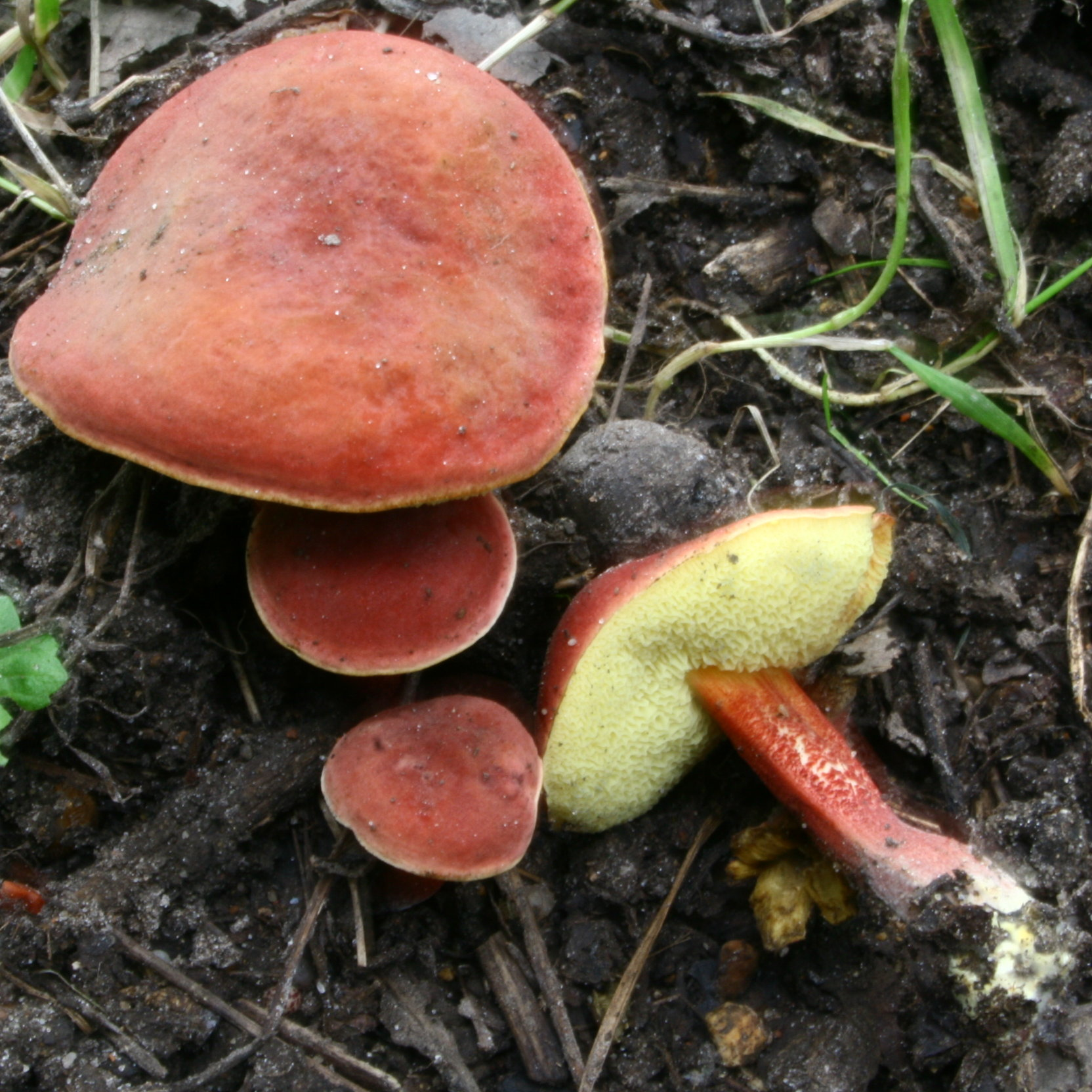
Xerocomus rubellus

## Valorificare
Acest burete este foarte gustos. Deși este ceva mai mic, el poate fi pregătit în bucătărie ca hribul murg. La exemplare mai bătrâne îndepărtați porii precum piciorul.